# Горак, Роман
Роман Горак (чеш. Roman Horák; 21 мая 1991, Ческе-Будеёвице, Чехословакия) — чешский хоккеист, нападающий чешского клуба «Спарта». Игрок сборной Чехии.

## Карьера
Сын хоккеиста Романа Горака профессиональную карьеру начал в родном городе за клуб «Ческе-Будеёвице», выступавший в высшей лиге Чехии. На драфте НХЛ 2009 года был выбран клубом «Нью-Йорк Рейнджерс». В сезоне 2009/10 присоединился к команде западной лиги «Чилливак Брюинз». 6 мая 2011 года подписал контракт с «Рейнджерс», но, не сыграв ни одного матча, 1 июня был обменян на защитника Тима Эриксона в «Калгари Флэймз». 8 октября 2011 года дебютировал в НХЛ в матче против «Питтсбург Пингвинз», отдав голевой пас. 8 ноября 2013 года перешёл в «Эдмонтон Ойлерз». 12 мая 2014 года подписал контракт с клубом КХЛ «Витязь». Перед началом сезона 2018/19 перебрался в Швецию, в клуб «Векшё Лейкерс». После двух сезонов вернулся домой, подписав контракт с пражской «Спартой».
В составе сборной Чехии участвовал на чемпионатах мира 2017 и 2018, а также на Олимпийских играх 2018.

## Достижения
- Бронзовый призёр чемпионата Чехии 2021

## Статистика
Обновлено на конец сезона 2020/2021 (без учёта выступлений в юниорских лигах)
- НХЛ — 84 игры, 19 очков (6 шайб + 13 передач)
- АХЛ — 150 игр, 93 очка (42+51)
- КХЛ — 228 игр, 116 очков (59+57)
- Чешская экстралига — 80 игр, 57 очков (21+36)
- Шведская лига — 109 игр, 68 очков (27+41)
- Сборная Чехии — 64 игры, 25 очков (11+14)
- Лига чемпионов — 6 игр, 6 очков (3+3)
- Всего за карьеру — 721 игра, 384 очка (169+215)